# Dammartin-en-Serve
Dammartin-en-Serve è un comune francese di 1 016 abitanti situato nel dipartimento degli Yvelines nella regione dell'Île-de-France.

## Società

### Evoluzione demografica
Abitanti censiti